# Civilització asteca

Extensió efectiva de l'Imperi asteca

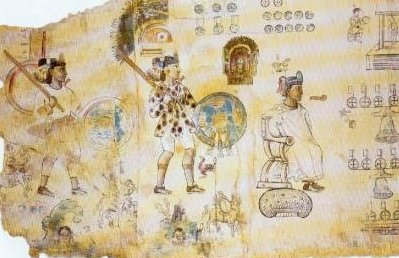
Còdex asteca

Els asteques o mexiques van constituir un poble de la cultura nahua a la zona de Mesoamèrica que va existir des del segle xii al segle xvi. Van bastir un gran imperi la capital del qual va ser Tenochtitlan, sobre una illa del llac de Texcoco, on avui es troba la ciutat de Mèxic. Els asteques van parlar la llengua nàhuatl, que va ser la lingua franca de tota la regió.
Nota: totes les paraules del nàhuatl amb terminació -lli es pronuncien "l·li" en català.

## Origen del terme
Vegeu també: Toponímia de Mèxic
El terme asteca en nàhuatl significa "algú que ve d'Aztlan". No obstant això, ells es deien a si mateixos mexiques; després de la construcció de la ciutat de Tenochtitlan també començaren a utilitzar el gentilici tenochque. L'ús del terme "asteca" per referir-se a tots els pobles units pel comerç, tradicions, religions i cultura amb els mexiques va ser suggerit pel naturalista i geògraf alemany Alexander von Humboldt.
L'origen del mot mexica és incert. Algunes persones van suggerir que és un mot antic per referir-se al sol. Per altres es deriva de "Mexìtli", el nom del déu de la guerra dels asteques, el qual es deriva de metztli (lluna) i xictli (centre, melic o probablement fill). La terminació -co, significa lloc o regió. Altres propostes lingüístiques són: regió dels ungits, cara de la lluna, poble del maguei, o poble de Mexi (un altre nom pel déu principal dels asteques, Huitzilopotxtli). L'ortografia catalana del mot mexica (i per extensió de "Mèxic") prové de la transcripció del nàhuatl al castellà antic, i per tant, la pronunciació original de la x era /ʃ/. Una transcripció catalana moderna de la pronunciació nàhuatl seria meixica.

## Història
La majoria dels documents i còdexs originals dels mexiques van ser destruïts durant la Conquesta de Mèxic. Han sobreviscut petits fragments de manuscrits així com gravats en pedra, fusta i altres objectes de ceràmica. Els manuscrits pictogràfics dels mexiques es coneixen com a "còdexs". Existien, abans de l'arribada dels conqueridors, milers de còdexs, però la majoria van ser cremats per ordres de Juan de Zumárraga el 1535 al mercat de Texcoco i només n'han sobreviscut onze. No obstant això, el virrei, Antonio de Mendoza va rebre ordres des de la metròpoli de recaptar informació sobre l'organització política i tributària dels asteques (possiblement amb la intenció d'imitar-la sobre els sobrevivents). Mendoza va reunir artistes i escribes mexiques que havien estat instruïts pel col·legi franciscà de Tlatelolco per crear aquest document; la historiografia ha anomenat aquest important document el Còdex de Mendoza. A més d'aquest document, altres fonts importants, encara que possiblement esbiaixades, són les cròniques dels conqueridors que descriuen la majoria de les ciutats que visitaven, i amb gran precisió la ciutat, els costums, les robes i el menjar dels pobles indígenes que visitaven. Els sobrevivents també van començar a escriure la seva història en nàhuatl i en castellà. Aquests documents, així com la corroboració arqueològica dels relats, són les fonts principals de la història d'aquest poble.

### Origen
Els mexiques van ser l'última de les set tribus nahues o nahuatlaques (nahuatl, nàhuatl, tlacatl, home) que van emigrar del nord de Mèxic al centre. Provenien, d'acord amb la llegenda, de la ciutat d'Aztlan o Aztatlan, que significa "terra d'agrons" o "terra blanca". Els historiadors no saben si aquest lloc va ser un assentament o ciutat real o una pàtria mítica dels mexiques; i fins i tot, els que creuen que va ser un lloc veritable, no han arribat a cap consens quant a la seva localització. Alguns han suggerit que Aztlan es podria haver localitzat al sud del territori actual dels Estats Units, encara que altres pensen que es trobava molt més a prop de la vall de Mèxic o a la costa pacífica del Nayarit. Potser, com suggereixen altres, la història i el misticisme es van unir en la llegenda dels relats dels mexiques.

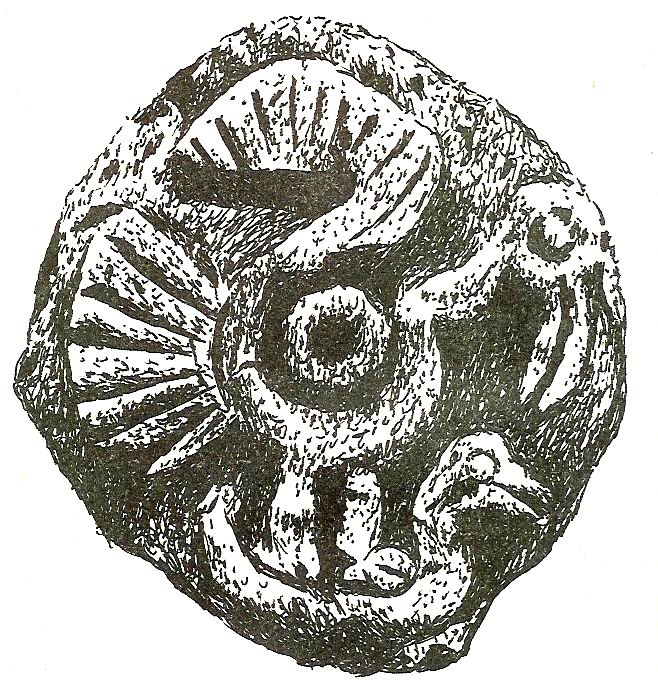
Petroglífic trobat al Nayarit amb la representació de l'àguila

 Durant el regnat de Moctezuma Ilhuicamina, un grup de tlamatinimê (savis) van intentar reconstruir el passat de la tribu, a partir de la ciutat de Tula, capital antiga dels tolteques. La història que van reconstruir, tanmateix, està envoltada de misticisme i màgia, en què la religió i les profecies formaven part integral del destí i del pelegrinatge asteca. Una de les hipòtesis sobre l'existència d'Aztlan suggereix que la ciutat actual de San Felipe Aztatlan, a l'estat de les costes del Pacífic de Nayarit és la ciutat originària dels mexiques, que en el segle xix era la capital d'un dels quatre tlatoanazgos (senyorius) vassalls de Tula. Tres d'aquests senyorious van destruir la ciutat de Tula, on existia un barri asteca. Els asteques de Tula van retornar a Aztatlan. Així doncs, alguns historiadors han identificat aquest senyoriu de l'est, el regne astateca, amb el mític Aztlan. Segons la tradició local, seria a Mexcaltitlan, una de les illes de l'albufera, on es posaria per primera vegada l'àguila sobre el nopal, que després es convertiria en el senyal del seu déu que indicava el lloc on s'hauria de fundar llur capital, imatge que es convertiria en l'escut de Mèxic.

### Pelegrinatge
Després de la caiguda de la ciutat de Tula, el segle xii, a la vall de Mèxic i altres valls properes, hi havia diverses ciutats estats de pobles de parla nàhuatl: Cholula, Huexotzingo, Atzacpotzalco, Chalco, Culhuacan, Xochimilco i Tlacopan, entre d'altres. Cap d'aquestes era prou forta per dominar les altres. Totes, però, estaven unides per una cultura influenciada pels tolteques, poble que els asteques admiraven llur cultura. Les cròniques asteques descriuen aquest temps com l'era daurada, en què la música va ser establerta, el poble va aprendre les arts i oficis dels tolteques supervivents, i els líders tenien competències de poesia en lloc de guerres.
Alguns documents colonials relaten el pelegrinatge mexiqua cap al sud des de 1116, un pelegrinatge de més d'una generació des de Aztlán. Els emigrants eren encapçalats pels sacerdots que portaven una efígie del seu déu Huitzilopochtli (que significa "colibrí esquerrà" o "colibrí del sud" en català). Durant aquest període es van assentar al Turó de Coatepec (Turó del Serp) prop de la ciutat de Tula, la capital de la civilització tolteca. En aquest lloc van construir una presa i van començar un mercat de gambes, peixos, plantes aquàtiques i aus. Sembla que va haver una dissensió entre els líders; alguns volien romandre en aquesta ciutat permanentment una decisió a la que, suposadament, Huitzilopochtli s'hi oposava. Una nit, tots els líders que s'oposaven a les ordres de Huitzilopochtli van ser trobats morts amb els pits oberts i els cors remoguts "misteriosament".

### La fundació de Tenochtitlan
Article principal: Tenochtitlan

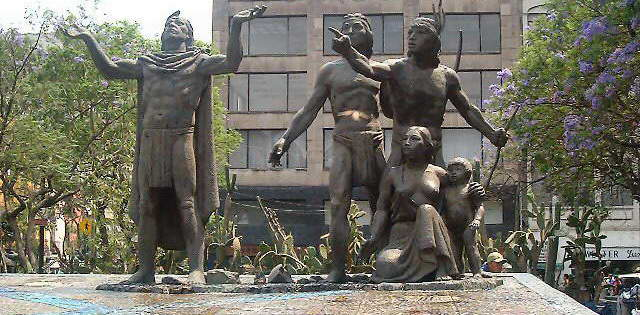
Estàtua commemorant la fundació de Tenochtitlan

Els segles xiii i xiv, al voltant del llac de Texcoco de la vall de Mèxic (també anomenat vall d'Anáhuac), les ciutats estats més poderoses eren Culhuacan, al sud, i Azcapotzalco, a l'oest. Ambdues controlaven l'área del llac de Texcoco. Per tant, quan els mexiques hi van arribar com a tribu seminòmada, no van trobar cap lloc per assentar-se. Els mexiques van continuar amb el seu pelegrinatge cap al sud fins a arribar a les vores d'aquest llac al centre de la vall d'Anáhauc. Es van assentar al turó de Chapultepec (o el Turó de les llagostes). Hi van ser atacats, i els sobrevivents van arribar a la ciutat de Culhuacán demanant protecció. El senyor de Culhuacan, Cocoxtli, els va donar la seva protecció i terres no fèrtils de Tizapan. Van assimilar la cultura de Culhuacan, i es van casar amb dones d'aquesta ciutat. Els mexiques, tanmateix, van sacrificar una de les filles del senyor de Culhuacan, en honor de llur déu Huitzilopochtli, i després d'una batalla, van ser forçats a establir-se a una de les petites illes deshabitades que es trobaven enmig del llac de Texcoco, i van aconseguir realitzar una aliança de protecció amb el senyor d'Azcapotzalco.
La llegenda mexica, però, relata una raó molt més important per establir-se en aquestes illes: hi van trobar una àguila devorant una serp sobre un nopal que creixia sobre una roca, imatge que compliria la profecia del seu déu sobre el lloc on haurien de construir la seva ciutat. Els asteques hi van construir Tenochtitlan el 1325, estenent la ciutat sobre el llac artificialment. La imatge de la profecia està representada en l'escut d'armes de la Bandera de Mèxic. Tenochtitlan, de fet, significa, "Entre el nopal (o figuera de moro) i pedra".

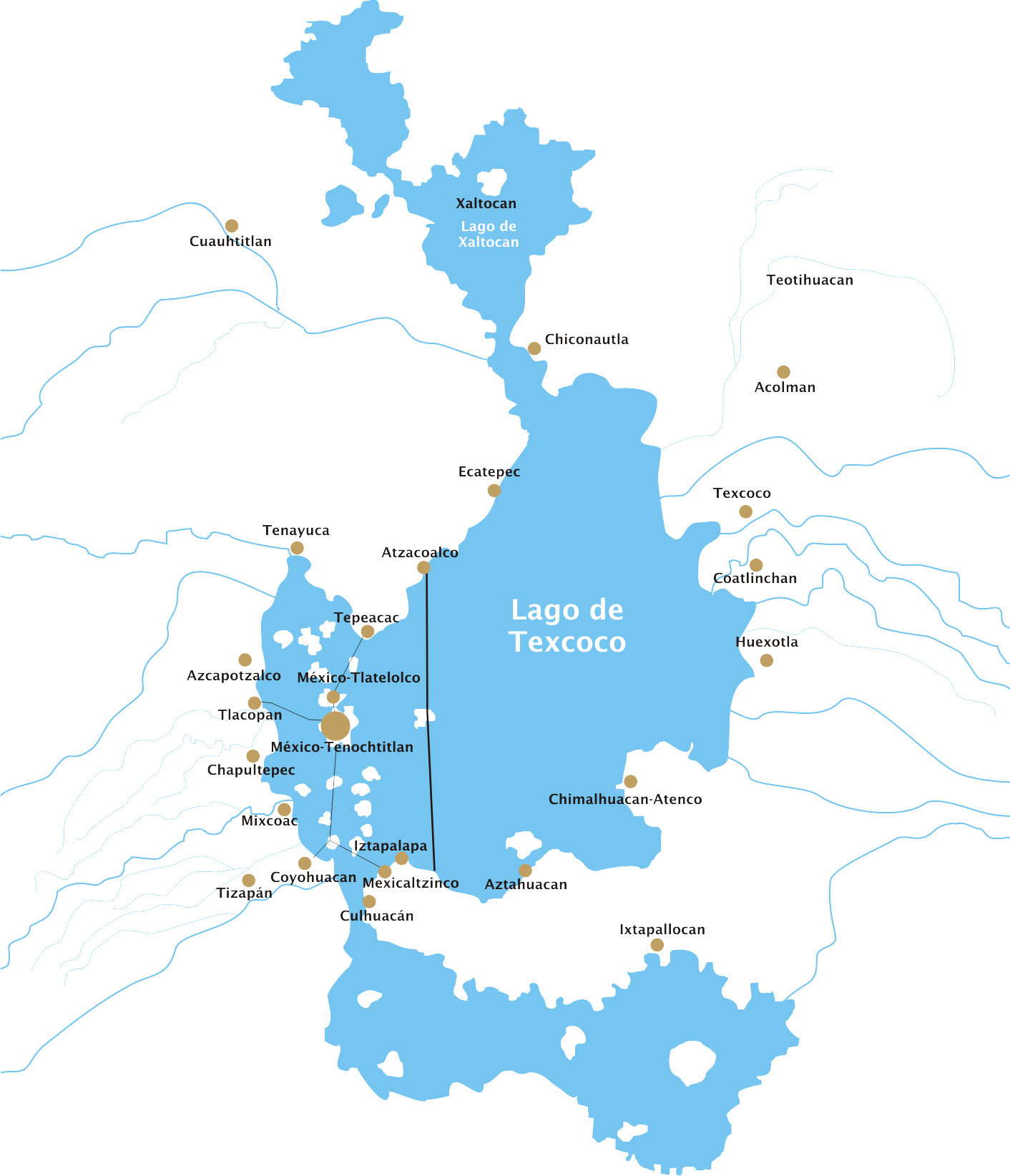
Sistema dels Llacs de Texcoco el 1519

Els mexiques van solucionar els problemes relacionats amb el creixement d'una ciutat sobre un llac, majoritàriament salat, amb invencions arquitectòniques. Primerament van separar la secció d'aigua salada del Llac de Texoco de les aigües dolces dels llacs de Chalco i Xochimilco per mitjà de la construcció d'un dic. (Tots tres llacs estaven connectats; la manca de salinitat de les aigües de Chalco i Xochimilco era deguda al fet que es trobaven a una altitud superior). Després van construir un aqüeducte per dur l'aigua dolça des de Chapultepec a la ciutat de Tenochtitlan. Per estendre la ciutat van fer ús del concepte de les txinampes, o jardins flotants. Una txinampa eren capes d'una vegetació particular del llac, les arrels de les quals permetien que suressin i, per tant, es podien moure al lloc més adequat, i després fixar-les amb estaques. Es van crear agrupaments de txinampes dividides per canals, els quals tenien com a propòsit permetre la circulació de canoes i regar les parcel·les sobre les txinampes. Els asteques posaven llot del fons del llac sobre les txinampes per augmentar-ne la fertilitat.
La ciutat va créixer ràpidament, principalment gràcies al comerç; els habitants van aprofitar els recursos abundants al llac (peixos, aus i plants aquàtiques) per comerciar amb les ciutats veïnes, a la vora del llac. A poc a poc, a més dels enllaços comercials van començar a realitzar enllaços matrimonials i aliances estratègiques. La seva aliança amb Azapotzalco (capital dels tepaneques), incloïa la participació dels mexiques en llurs campanyes militars contra els senyors poderosos de Texcoco.

### Imperi Asteca

#### Cronologia
Cinquanta anys després de la fundació de la ciutat, el 1375, els mexiques van cercar la manera de tenir el seu propi tlàtoani o rei (literalment significa orador). Per aconseguir-ho, van demanar el suport del tlàtoani de Culhuacán i després d'una negociació, un important membre dels mexiques es va casar amb la filla del tlàtoani de Culhuacan. El seu fill, Acamapichtli, es va convertir en el primer tlàtoani asteca.
Al començament, els asteques es venien com a mercenaris per les guerres entre els tolteques, i així, van guanyar la fama i glòria suficients per realitzar enllaços matrimonials importants. Els governants asteques Acamapitxtli, Huitzilíhuitl i Tximalpopoca van ser de 1372 a 1427 vassalls de Tezozomoc, un governant de la tribu nahua tepaneca.
Quan Tezozomoc va morir, el seu fill Maxtla va assassinar Chimalpopoca, l'oncle del qual es va aliar amb l'exgovernant de Texcoco, Nezahualcoyotl, i van assetjar la capital de Maxtla, Azcapotzalco. Maxtla es va rendir després de cent dies, i va fugir. Tenochtitlan, Texcoco i Tlacopan van formar una aliança que dominaria tota la vall de Mèxic, i va estendre el seu poder a altres regions. Tenochtitlan gradualment es va convertir en la ciutat més important de l'aliança.
El nebot d'Itzcoatl, Motecuzoma (Moctezuma) va heretar el tron el 1449, i va estendre el seu domini. A poc a poc els asteques van conquerir als pobles del centre i sud de Mèxic, i nord de l'Amèrica Central incloent els maies, encara que només requerien el pagament dels tributs; és a dir, sovint els mexiques deixaven en el poder als tlàtòquê (plural de tlàtoani) originals o autòctons i els donaven una autonomia limitada sempre que paguessin els tributs necessaris; en pocs casos imposaven una autoritat asteca, encara que mantenien guarnicions a tot arreu de l'imperi per assegurar la lleialtat dels pobles conquerits. Amb el creixement del poder de Tenochtitlan i les conquestes de les altres ciutats i pobles, els tlàtòquê van començar a ser coneguts com a hueyi tlàtòquê o "emperadors" (literalment "grans oradors"). Quan els espanyols van arribar el 1521, l'emperador era Moctezuma II.

#### Estructura
L'Imperi asteca difereix dels imperis europeus de la història. Com els imperis europeus, va ser ètnicament divers; tanmateix, l'Imperi asteca es va basar principalment en un sistema tributari, i no pas en un sistema de govern. Encara que les ciutats sota el control asteca van realitzar enormes pagaments de tributs, l'arqueologia ha demostrat que el benestar social dels pobles va millorar després de ser conquerits. Això va ser causa de l'increment del comerç i de les millores en els camins i les comunicacions amb altres pobles.
La major part de l'Imperi asteca va ser format per un home, Tlacaelel (que en nàhuatl significa "cor baronívol") que va viure de 1397 a 1487. Encara que se li va oferir l'oportunitat de ser un tlàtoani, va preferir romandre darrere del tron. Era nebot del tlàtoani Itzcóatl i germà de Tximalpopoca i de Motecuzoma Ilhuicamina, i tenia el títol de cihuacoatl (en honor de la deessa, i el significant del qual és gairebé equivalent a "conseller"), però, com va ser registrat al Còdex Ramírez, "el que Tlacaelel ordenava, ràpidament es feia". Ell va formar una nova estructura pel govern asteca, va ordenar la crema de tots els llibres asteques (la seva explicació era que els llibres estaven plens de mentides) i va reescriure la seva història. A més, va reformar la religió asteca, posant al déu tribal Huitzilopochtli al mateix nivell que els antics deus asteques: Tláloc, Tezcatlipoca i Quetzalcóatl. Tlacaelel, per tant, va crear una noció d'identitat de la història dels asteques. També va crear la institució de les guerres florals, una guerra ritual que permetia l'entrenament dels guerrers i alhora creava la necessitat de proveir sacrificis humans constants per mantenir el moviment del sol. Alguns escriptors creuen que les classes altes eren conscients de l'engany de les guerres florals; però, serien els efectes d'aquesta institució mateixa els que contribuirien a la caiguda de l'imperi: els tlaxcalteques no van ser conquerits pels asteques, amb la intenció que participessin com a enemics en les guerres florals. Hernán Cortés se'n va aprofitar, fent dels tlaxcalteques els seus aliats, els quals proveirien milers de persones per donar suport als pocs espanyols. A més, l'estratègia asteca de la guerra estava basada en la captura dels presoners per guerrers individuals, i no en el treball en equip per matar l'enemic en la batalla.

#### ElsTlatoqueasteques
Article principal: Hueyi tlatoani

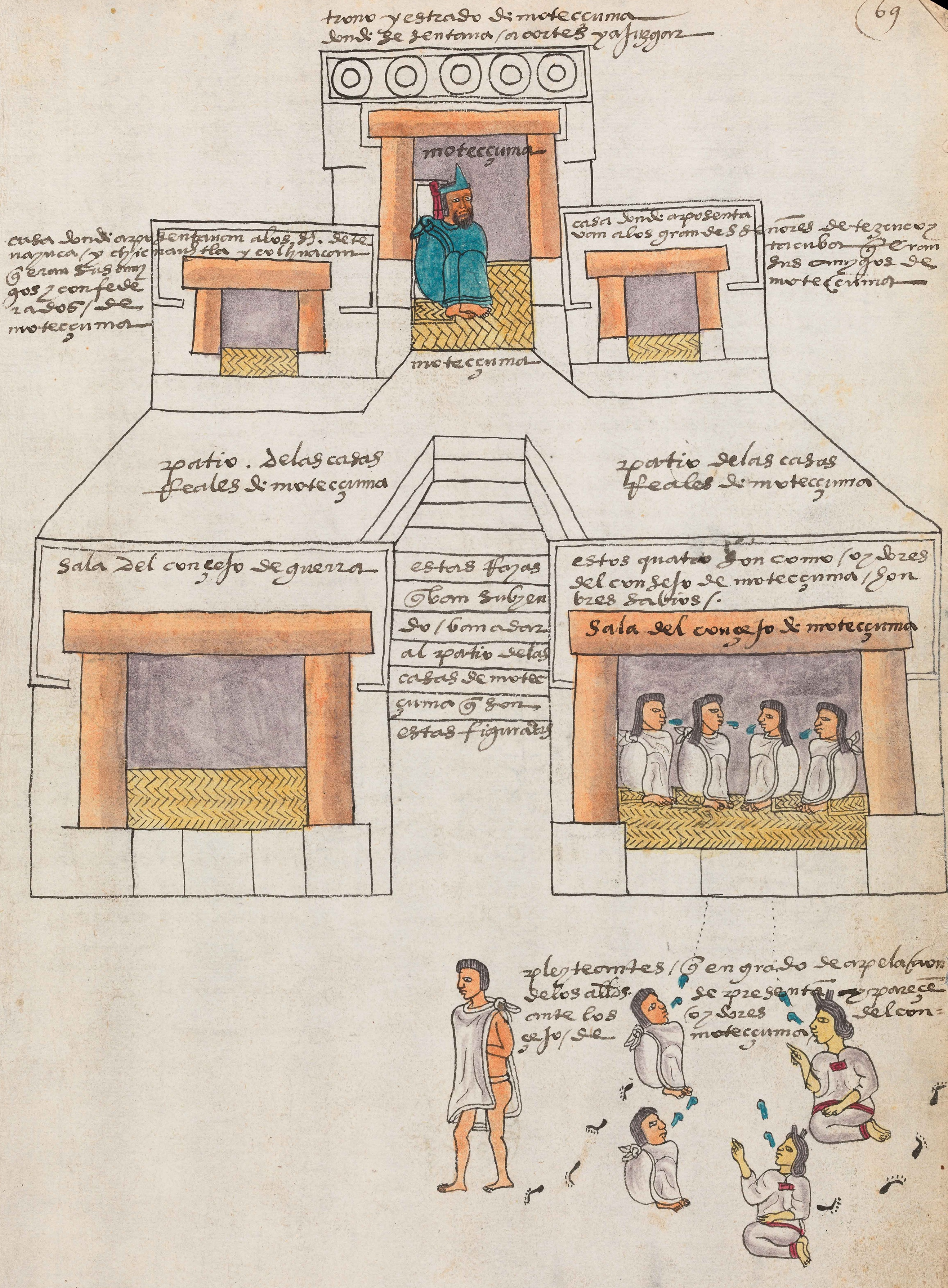
Palau de Moctezuma

El governant més important de Tenochtitlan va ser anomenat l'emperador asteca. El títol en nàhuatl era hueyi tlàtoani, que significa "el gran orador". (Els tlàtòquê, plural de tlàtoani, van ser la classe més alta en la societat asteca). El poder del hueyi tlàtoani es va incrementar amb el poder econòmic de Tenochtitlan. Aquest títol, però, no era hereditari.
Foren dotze els tlàtòquê de Tenochtitlan
- Fundador llegendari: Tenoch (o Tenotx)
- 1375: Acamapichtli
- 1395: Huitzilihuitl
- 1417: Chimalpopoca
- 1427: Itzcóatl
- 1440: Moctezuma I (o Motecuzoma Ilhuicamina)

D'acord amb alguns reports alguns historiadors creuen que Moctezuma Ilhuicamina va ser succeït per la seva filla Atotoztli. Atotoztli hauria estat tlàtoani per sis anys, però, els escribes asteques, amb un clar biaix, no volien esmentar res sobre l'existència d'una dona tlàtoani.
- 1469: Axayacatl
- 1481: Tízoc
- 1486: Ahuízotl
- 1502: Moctezuma II (o Motecuzoma Xocoyotzin, el famós "Montezuma", o Motecuzoma II)
- 1520: Cuauhtlàhuac
- 1521: Cuauhtémoc

## Societat

### Classes socials

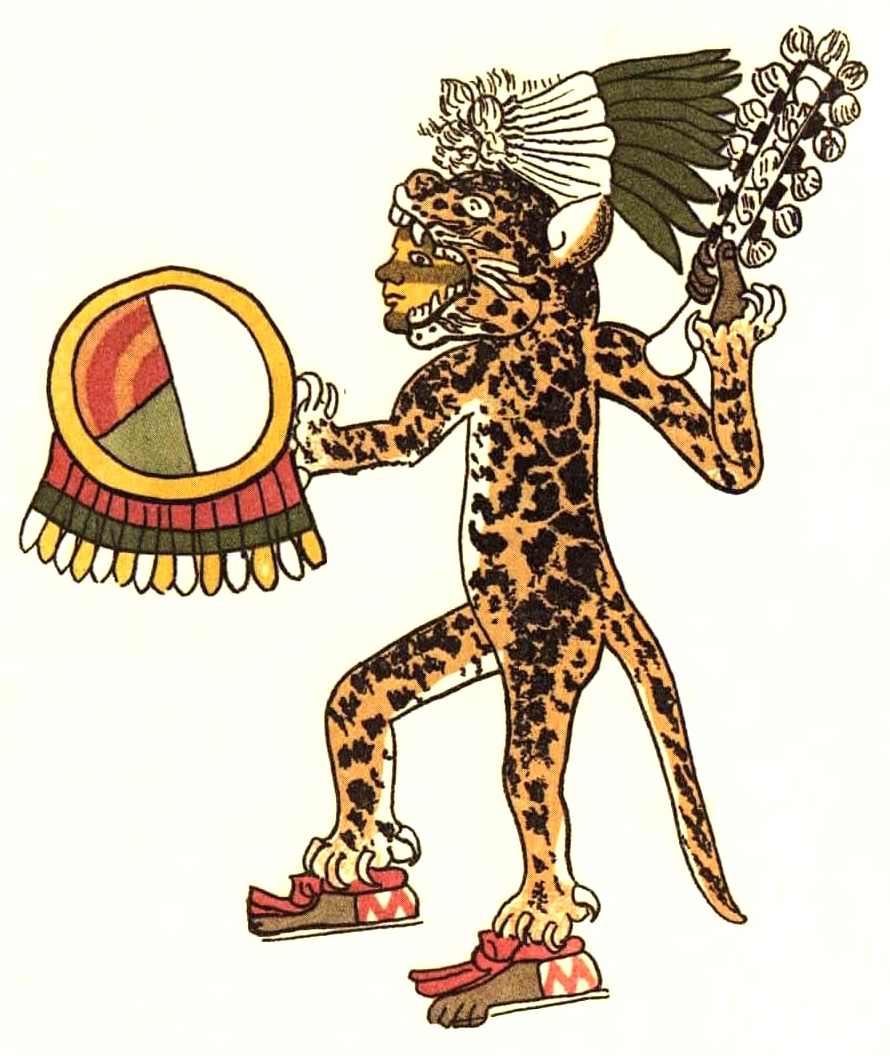
Guerrer jaguar

La societat estava dividida tradicionalment en dues classes socials: els macehualli, el poble o els pagesos, i els pilli, la noblesa. La noblesa no era originalment hereditària, encara que els fills dels pilli tenien accés a una millor educació i, per tant, era més fàcil que es convertissin en pilli. En algun moment, però, aquest sistema es va convertir en un sistema hereditari. Amb el creixement de l'imperi el concepte dels macehualli va canviar. Alguns historiadors, com ara Eduardo Noguera, han estimat que només el 20% de la població es dedicava a l'agricultura. El sistema de les txinampes (vegeu l'article Tenochtitlan per saber-ne més) era molt eficient, i podia alimentar a 190.000 persones. A més, una quantitat significativa d'aliments s'obtenien per mitjà del comerç i dels tributs dels pobles conquerits. La major part dels macehualli es dedicarien, llavors, a la producció d'artesania. Llur producció va ser una font important de renda per la ciutat.
L'exèrcit asteca havia establert un servei militar amb guerrers professionals. Només els guerrers que capturessin presoners podien convertir-se en guerrers de temps complet, i els honors i els botins els convertirien en pilli. Tan bon punt un guerrer asteca hagués capturat 5 presoners, rebia el nom de tequihuâ i el rang de cavaller àguila o jaguar, que sovint es tradueix com a "capità". Un rang més alt era el rang de tlacatecatl o tlatxotxcalli. Per ser un tlàtoani, hom havia de capturar 17 presoners. Quan els nois asteques arribaven a l'edat adulta no es tallaven el pèl fins que capturessin un presoner de guerra. Si ho assolien, rebien el nom d'iyac. Si no ho assolien i el pèl creixia, era un senyal de vergonya.
L'abundància dels tributs va contribuir al sorgiment d'una tercera classe social que no era part de la societat tradicional asteca: els potxteques o comerciants. Les seves activitats no només eren comercials, també eren una força efectiva d'intel·ligència.

### Esclavatge
Els tlacotin o esclaus (que no eren els capturats de la guerra) constituïen una força social important. L'esclavatge asteca, però, era diferent a l'esclavatge europeu d'aleshores, encara que era molt més similar amb el sistema clàssic de l'antiguitat. L'historiador Sahagún fins i tot posa en dubte l'ús del terme "esclau" per referir-se a aquesta institució. L'esclavatge asteca era personal i no pas hereditari: els fills dels esclaus eren lliures. Un esclau podia tenir possessions i fins i tot tenir esclaus. Els esclaus podien comprar la seva llibertat, o podien ser alliberats si demostraven que havien estat maltractats per llurs amos.
Un altre historiador, Manuel Orozco y Berra va descriure un mètode interessant d'alliberament dels esclaus: si, al tianquiztli (mercat), un esclau escapava la vigilància del seu amo, corria fora dels murs del mercat i trepitjava excrement humà, podia presentar-se davant dels jutges i ser declarat lliure. Es netejaria, i li donarien noves robes. Atès que, a diferència de l'esclavatge europeu, una persona podia ser declarada esclava si intentava prevenir l'escapada d'un esclau (llevat que dita persona fos un parent de l'amo), ningú no donava suport als amos per prevenir l'escapada d'un esclau.
Orozco y Berra també diu que un amo no podia vendre un esclau sense el seu consentiment, llevat que l'esclau fos classificat com "incorregible" per una autoritat qualificada. Els esclaus incorregibles havien d'utilitzar un gran collaret de fusta, com a símbol del seu comportament dolent, i alhora per prevenir que escapessin entre la multitud. Si es comprava un esclau amb collaret de fusta, el venedor havia d'informar al comprador quantes vegades havia estat venut. Si l'esclau havia estat venut quatre vegades com a esclau incorregible, llavors podia ser venut per ser sacrificat. Si un esclau amb collaret assolia presentar-se al Palau Reial o al Temple, però, podia aconseguir la seva llibertat.

### Educació i recreació

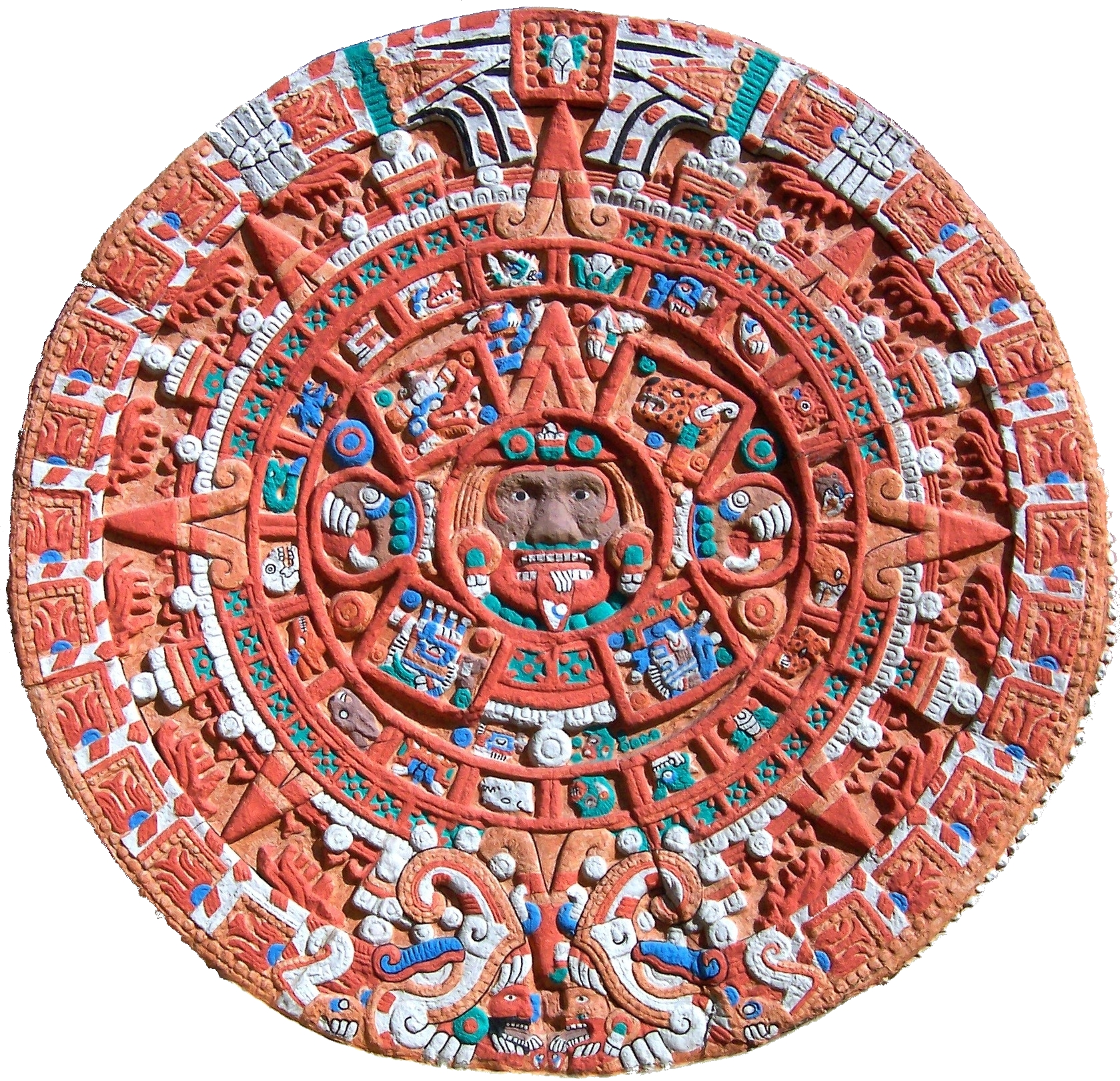
Calendari asteca

Els asteques practicaven el tlatxtli la seva variant del joc de pilota mesoamericà, amb una pilota de goma dura dins d'una pista allargada enfonsada o amb parets al voltant. La ciutat de Tenochtitlan en tenia dues.
Abans dels catorze anys, l'educació depenia dels pares, supervisada per les autoritats del calpolli o districte metropolità. Sovint anaven als temples locals, per avaluar el seu progrés. L'educació a la llar estava basada parcialment en una col·lecció de dites, anomenada huehuètlàtolli (les dites dels ancians), les quals representaven els ideals dels asteques. Incloïa discursos per diferents circumstàncies, com ara els naixements dels nens i els funerals.
Els nois i les noies havien d'anar a les escoles als 15 anys. Probablement els asteques van ser una de les primeres societats a requerir educació universal per nois i noies de totes les classes socials. Hi havia dues institucions educatives:
- El Telpotxcalli (Casa dels Joves). Als telpotxcalli s'ensenyava història, religió, arts militars, comerç i artesania. Alguns estudiants del tepotxcalli eren seleccionats com a guerrers, però, la majoria retornava a casa.
- El Calmecac. Als calmecacs, enfocats en l'educació dels futurs sacerdots, professors (temachtianimê) doctors i dibuixants de còdexs (tlàcuilo). També estudiaven els rituals religiosos, la història antiga i contemporània, geometria, poesia i arts militars.

L'educació asteca era de tipus espartà: dutxa freda al matí, treball dur i càstig corporal. Hi ha informació contradictòria sobre l'exclusivitat dels calmecacs. Hi ha registres que indiquen que les famílies podien seleccionar l'escola; n'hi ha altres que diuen que eren escoles exclusives dels pilli.

### Les arts
Les cançons i la poesia eren part integral de la societat asteca; la majoria dels festivals incloïen competicions de poesia i presentacions d'art. La poesia constituïa l'única ocupació digna d'un guerrer asteca en temps de pau. Ha sobreviscut un nombre sorprenent de poesia asteca, registrada durant l'època de la Conquesta. En alguns casos les poesies tenen un autor identificable, com ara Nezahualcóyotl, tlàtoani de Texcoco i Cuacuatzin, senyor de Tepechpan. Miguel León-Portilla, un historiador modern de Mèxic, ha suggerit que per mitjà de la poesia es pot trobar la visió veritable del poble mexica, i no només la ideologia "oficial" o religiosa.
Els conqueridors i missioners espanyols van classificar molts aspectes de la cultura mexica i nahua amb el lèxic i les categories que coneixien de la cultura europea. Van dividir la literatura nahua en "poesia" i "prosa". La "poesia", in xochitl in cuicatl (literalment "la flor i la cançó") estava dividia en molts gèneres: yaocuicatl era la poesia dedicada a la guerra i els déus de la guerra; teocuícatl era la poesia dels déus i els mites de la creació i l'adoració d'aquests déus; xochicuicatl era la poesia dedicada a les flors, el símbol mateix de la poesia. La "prosa", tlàtolli, també es dividia en diverses categories.

### Sacrificis humans

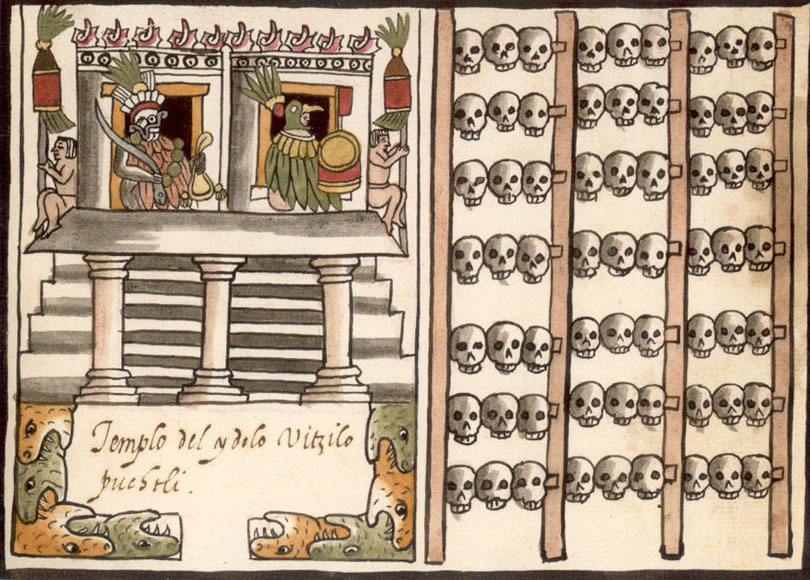
Representació del Temple Major i dels sacrificis de la seva dedicació

Els sacrificis humans es realitzaven a Mesoamèrica i Sud-amèrica segles abans de l'establiment de l'Imperi asteca. Hi ha registres que indiquen que eren comuns per la civilització olmeca, la civilització maia i la civilització inca. Tanmateix, els asteques van ser els primers a realitzar-los contínuament i a gran escala. Segons els registres asteques, en la dedicació del Temple Major, es van sacrificar 84.400 persones. La majoria dels historiadors creuen que aquesta és una xifra molt exagerada; això no obstant, mostra la característica única del sacrifici massiu de les festivitats asteques.
Els asteques van establir les "guerres florals" per tal de capturar presoners pels sacrificis, anomenats nextlaualli, "deute als déus", perquè el sol sobrevisqués un cicle de 52 anys en què estava dividit el calendari asteca. Cada 52 anys es realitzava una cerimònia especial, la "cerimònia del nou foc". Tots els focs s'apagaven i durant la nit es realitzava un sacrifici, i esperaven l'alba. Si el sol sortia, això volia dir que els sacrificis del cicle de 52 anys havien estat prou, i començava un nou cicle de 52 anys, i la fi del món havia estat posposada. Aquesta cerimònia era antiga, però els asteques pensaven que el sacrifici constant d'humans era necessari per posposar la fi del món. Irònicament, els espanyols van arribar a la fi d'un d'aquests cicles, l'any ce acatl.

## Mitologia

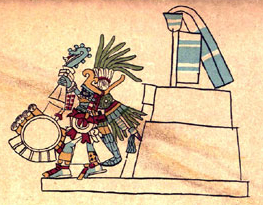
Representació de Huitzilopochtli del Còdex Borbonicus

Article principal: Mitologia asteca
La mitologia i teologia asteques diferien dels conceptes europeus precristians. A diferència dels déus grecs o vikings, els déus asteques no eren antropomòrfics. Els asteques, per contra, van definir el concepte de teotl, que es referia a una deïtat o a un poder sagrat més abstracte. Aquestes deïtats han estat catalogades i descrites per la majoria dels historiadors contemporanis. Els asteques concebien el món de forma "binària i oposada" (fred i calor, humit i sec, etc.) i aquest aspecte s'estenia a llurs creences religioses.
El déu més important era Ometéotl (que significa "Déu-Dos" o "Deïtat Dual" i incorporava les deïtats o els conceptes masculí (més important) i femení, coneguts com a Ometecuhtli i Omecíhuatl respectivament). Ometéotl vivia en el tretzè cel, la regió més elevada i superior del panteó asteca. No obstant això, Ometéotl era un concepte abstracte; no hi havia cap culte en honor seu. Altres deús importants eren Tezcatlipoca (el mirall de fum), un déu omnipotent i sovint malèvol; els malfactors experimentaven la seva ira. Aquest déu era el patró dels tlàtòquê. Xiuhtecuhtli era el patró del foc i de la vida, i es manifestava com a Huehueteotl (el vell déu) que controlava els focs de les llars. Tlàloc era el déu de la pluja, i el seu culte va començar des dels temps de Teotihuacan. Centeotl era el déu del blat de moro, principal aliment dels pobles mesoamericans i, per tant, una figura molt important del panteó asteca. Ometochtli (conill-dos), era el déu de la beguda alcohòlica coneguda com a "pulque". Xochiquetzal (Ploma de Quétzal-flor) era la deessa del desig sexual, de les flors, de les festes i del plaer.
La deïtat dels sacrificis era Xipetotec (nostre déu de la pell escorxada). A més, hi havia un enllaç entre la guerra, la sang i el sacrifici humà. Els asteques creien que les deïtats havien de ser alimentades amb sang, ja sigui per mitjà dels sacrificis humans o el sacrifici personal. El déu sol, Tonatiuh, Huitzilopochtli i el déu de la terra, Mictlantecutli demanaven sacrificis constants.
Finalment, un dels déus més coneguts era Quetzalcóatl (serp emplomada) i era conegut com el déu creador o de la creativitat i estava relacionat amb Ehecatl, el déu del vent i Tlaloc, el déu de la pluja. Quetzalócatl era el déu patró de les escoles calmecac de les elits asteques i, per tant, era el déu de l'aprenentatge i el coneixement.
A més d'aquestes deïtats, existia una multitud altres deïtats o teotl.

## Caiguda de l'imperi
El final de l'imperi va ser ràpid, i la regió seria radicalment transformada política i religiosament per l'arribada dels conqueridors. Els conqueridors van arribar a les costes de Mèxic el 1519 i a poc a poc van començar a endinsar-se en el territori, a la recerca de la famosa Tenochtitlan i els rumors de l'abundància d'or i altres materials preciosos que hi trobarien. Les notícies de la seva arribada i moviment van ser portades al huey tlàtoani Moctezuma II, que els va convidar a visitar Tenochtitlan. Els espanyols havien conegut Malintzin o "Doña Marina" al territori maia, aleshores subjugat pels asteques, la qual es convertiria en la traductora oficial, i més tard, en amant d'Hernan Cortés.
Segons la tradició asteca, Quetzalcoatl, una deïtat important mesoamericana, retornaria el "ce-acatl" o any de canya. El calendari asteca estava dividit en períodes de 52 anys. L'any 52è era un any "ce-Àcatl", i el 1519 n'era un. Els asteques, sorpresos per les diferències físiques dels espanyols, pensaven que eren un poble enviat per aquest déu (i algú d'ells, potser, el déu mateix), i al començament no van resistir-los. Quan fou evident que no eren déus, van oposar-se. Després de ser derrotats en la primera batalla, els conqueridors finalment van assetjar la capital de l'imperi, Tenochtitlan, i van conquerir-la el 13 d'agost de 1521 amb el suport dels tlaxcalteques i altres tribus subjugades. La ciutat va ser gairebé destruïda, i a poc a poc els espanyols van conquerir la resta dels pobles subjugats pels asteques.
Els tlaxcalteques van donar suport als conqueridors per lluitar contra els asteques, esperant ser lliurats del domini imperial; només serien lliurats dels sacrificis humans; al començament l'opressió dels conqueridors i dels encomendados va ser la mateixa, fent-los treballar en feines forçades en la recerca i extracció d'or i altres materials preciosos, fins que el rei Carles I de Castella va començar una reestructuració de l'administració de les colònies, amb la creació de l'Audiència i posterior virregnat de la Nova Espanya per tal d'evitar els abusos contra els indígenes. No obstant això, les guerres i l'esclavatge dels sobrevivents no van ser les úniques forces que van destruir la societat asteca: les pandèmies de les malalties portades pels conqueridors van ser molt més mortals. La primera epidèmia, de verola, el 1520 i 1521 va ser decisiva en la victòria dels espanyols en el setge de Tenochtitlan, matant a milers de residents. Les altres dues pandèmies, de verola el 1545-1548 i de tifus el 1576-1581 van matar el 75% de la població de Mesoamèrica. En conjunció, les guerres, l'esclavatge i les malalties van matar a més del 90% de la població original mexicana. S'estimava que la població abans de la conquesta era de 18 milions d'habitants; el 1581 era menor als 2 milions. La Nova Espanya del segle xvi va ser poc poblada, atès que molts pobles van ser exterminats. No obstant això, el matrimoni dels pocs sobrevivents i dels colonitzadors van formar un nou poble: el poble mexicà.